# Fundação Iberê Camargo
A Fundação Iberê Camargo, sediada na cidade brasileira de Porto Alegre, é uma entidade cultural que tem como objetivos a preservação, o estudo e a divulgação da obra do pintor gaúcho Iberê Camargo (1914-1994).

## História
A Fundação foi criada em 1995 pela viúva de Iberê Camargo, Maria Coussirat Camargo, para quem ele deixou seu acervo artístico, um ano após a morte do artista, em 1994.
Em 1996, decidiu-se construir uma nova sede para a Fundação, então situada na antiga residência do artista, no bairro Nonoai. Um local foi arranjado quando o governo do Estado do Rio Grande do Sul doou um terreno no bairro Cristal, às margens do Lago Guaíba.
O terreno foi cedido em comodato pelo governo do Estado do Rio Grande do Sul em 1996. A área de 8250m² continha apenas 2000m² de área plana.
Entre junho de 1998 e março de 1999 ocorreu a seleção do projeto, tendo sido escolhido o do arquiteto português Álvaro Siza Vieira. O projeto foi a primeira obra de Álvaro Siza no Brasil, e foi considerada na época um dos mais importantes projetos já realizados pelo arquiteto, já tendo feito projetos em Portugal, Espanha, França, Itália, China, Japão, Rússia e Coréia do Sul.
O projeto foi vencedor do Troféu Leão de Ouro da 8ª Bienal de Arquitetura de Veneza em 2002 (prêmio, até então, inédito para a América do Sul), e o Mies Crown Hall Americas Prize em 2014.
A obra custou cerca de 40 milhões de reais na época, teve patrocínio da Gerdau, Petrobras, Camargo Corrêa, RGE, De Lage Landen, Itaú e Vonpar. Sendo que cerca de 60% do arrecadado (R$24,3 milhões) é oriundo da Lei Rouanet e da Lei de incentivo à cultura do Rio Grande do Sul. Os 40% restantes são dos próprios patrocinadores que receberam Certificado de Utilidade Público pela Fundação Iberê Camargo.
A nova sede foi inaugurada no dia 30 de maio de 2008.

## O projeto

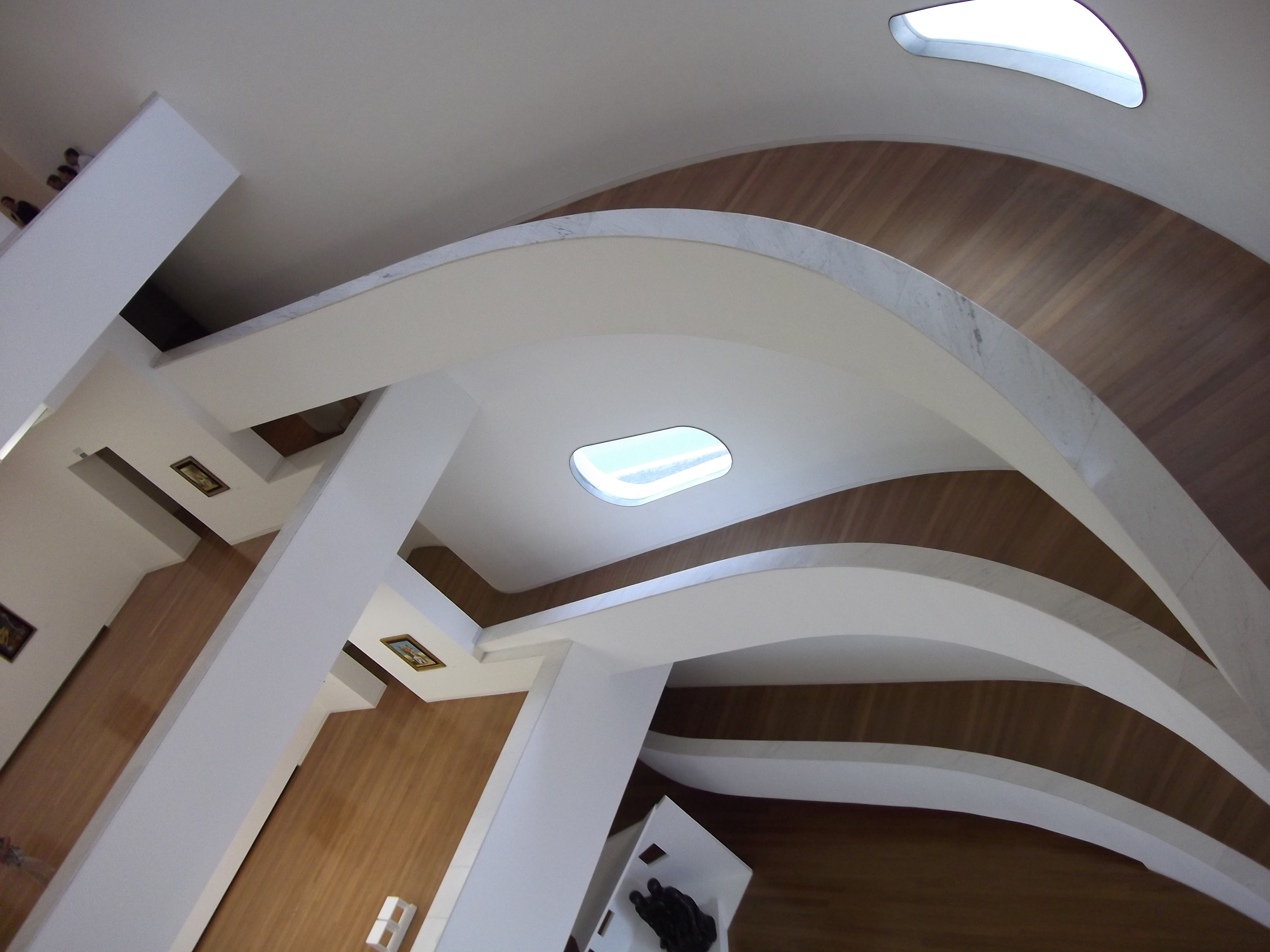
Interior da Fundação Iberê Camargo

O projeto, concebido por Álvaro Siza, contou com a consultoria de outras figuras da arquitetura contemporânea, como Arata Isosaki, Rafael Moneo e Richard Meier. Justo Werland, atual diretor-presidente, disse em uma entrevista que, apesar de acreditar na capacidade de todos os selecionados de realizar excelentes projetos, Siza saiu na frente ao realizar o primeiro  estudo baseado no programa básico estipulado pela Fundação Iberê Camargo. Disse também que Rafael Moneo estava sem agenda para fazer projetos e os outros arquitetos cobraram valores superiores ao apresentado por Siza. Na mesma entrevista, Werland justifica não ter cogitado arquitetos brasileiros por acreditar que os mesmos não tem tradição na construção de museu.

## O edifício

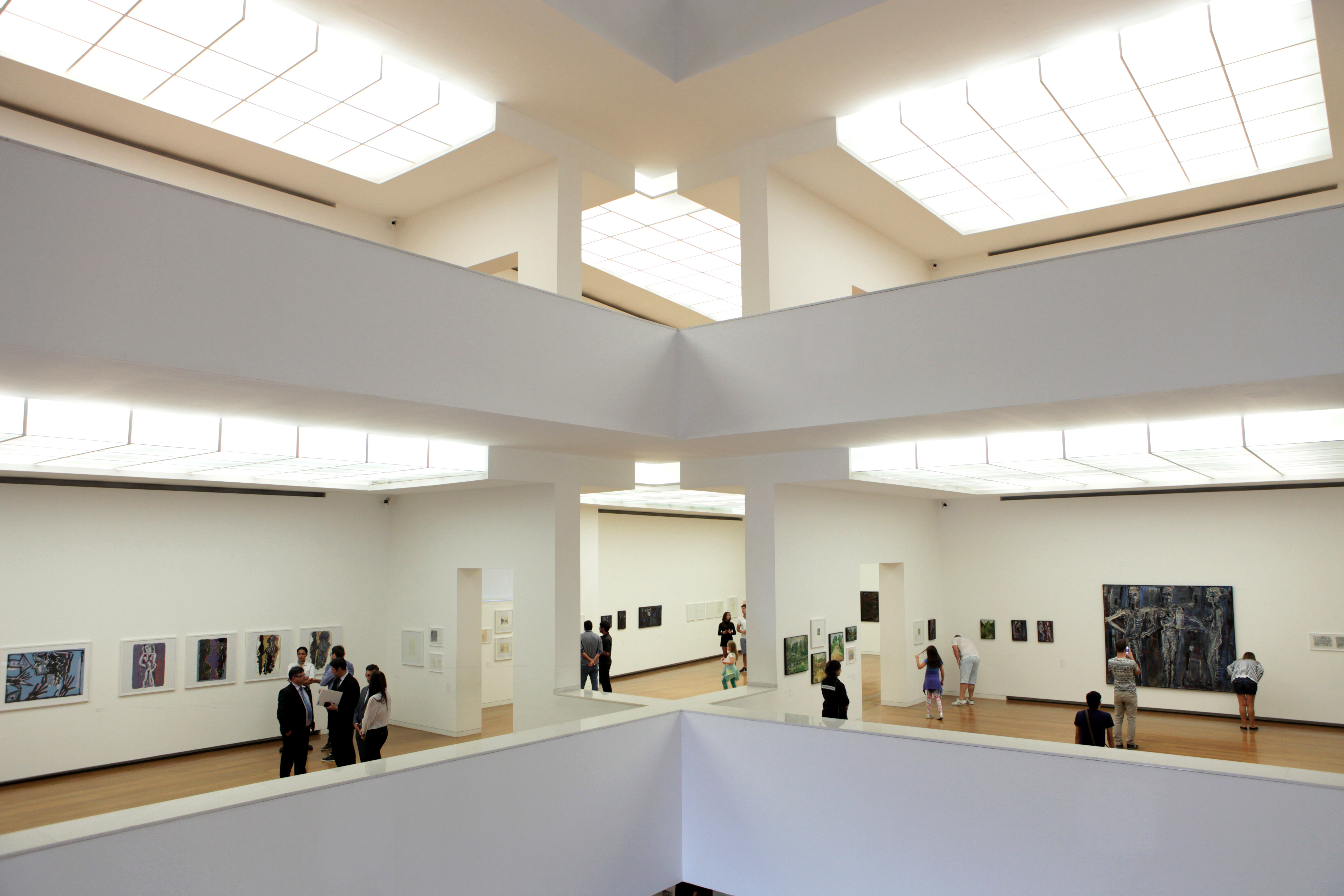
Interior do prédio da Fundação Iberê Camargo.

O edifício de mais 8000m², que se assemelha ao Guggenheim de Frank Lloyd Wright em Nova Iorque, foi o primeiro projeto construído dentro de todas as normas internacionais de segurança e atendimento. De forma semelhante ao Gugghenheim de Nova York, o visitante é convidado a subir de elevador até o último andar.
No alto da edificação, que encosta na topografia do terreno, se desce em rampas passando por nove salas de exposições em três andares e um átrio. O edifício monolítico não apresenta estrutura independente; as paredes maciças suportam as cargas estruturais. As aberturas foram todas pensadas com a intenção de enquadrar a paisagem.
No andar térreo, encontra-se o átrio que distribui a programação de recepção, chapelaria e loja cultural. No subsolo, estão instalados o ateliê de gravura, o ateliê educativo, um auditório com capacidade para receber cerca de 100 pessoas, além de contar com um estacionamento para até 100 veículos. O local possui também um centro de documentação e pesquisa e banco de dados sobre a obra do artista, dedicado à pesquisadores nacionais e internacionais.